# Božena Portová

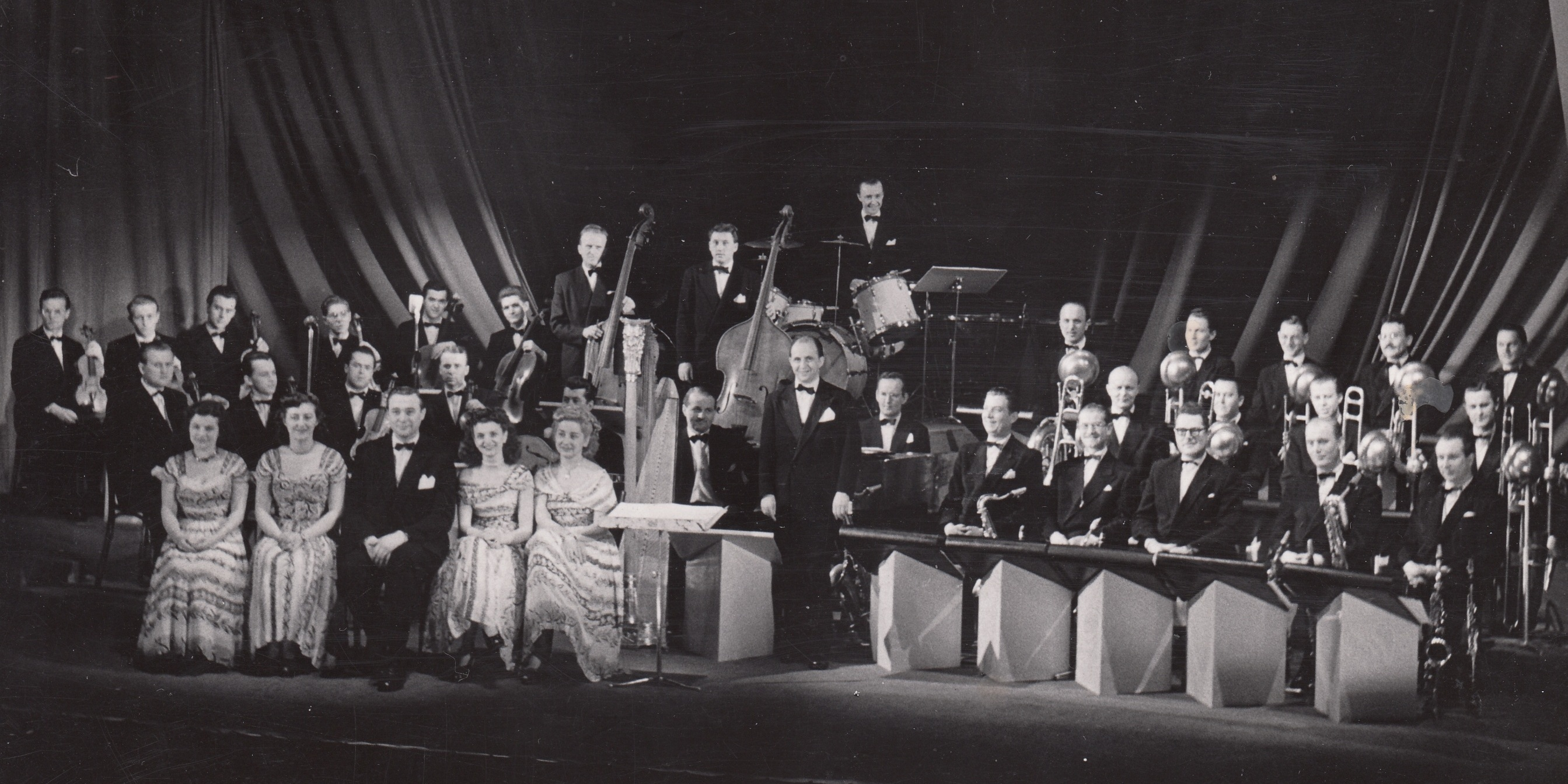
Orchestr Karla Vlacha se sestrami Allanovými, asi 1948

Božena Portová (11. července 1925 Praha – ?) byla česká zpěvačka a spoluzakladatelka Sester Allanových. Byla členkou Kuhnova sboru a následně zpívala ve skupině Lišáci.

## Nejznámější hity
- Říkej mi to potichoučku
- Když jsem kytici vázala
- Šumění deště
- Pod starou lucernou
- Šeříky
- Neodcházej